# Megachirella wachtleri

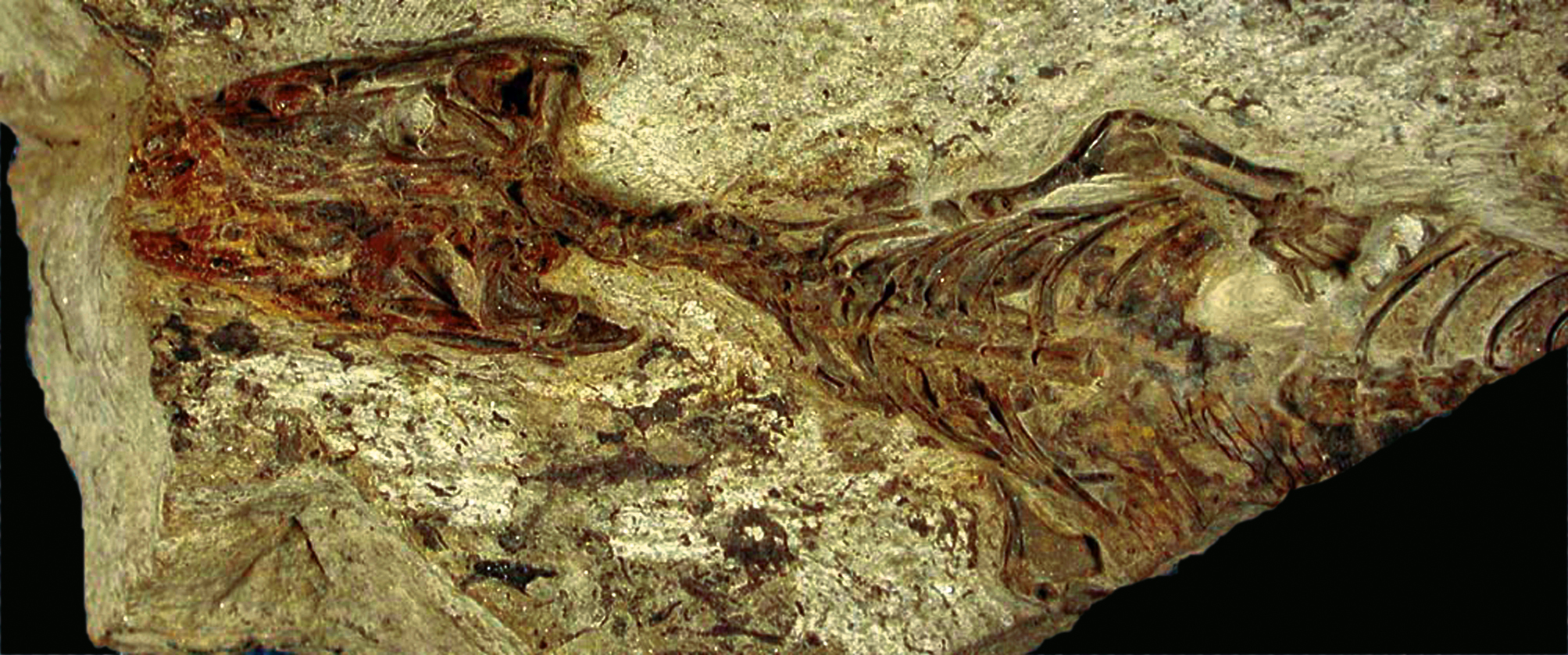
Megachirella whole

Megachirella wachtleri — викопний вид плазунів надряду Лепідозаври (Lepidosauria). Базальний вид та найдавніший відомий представник ряду лускатих (Squamata). Існував у тріасі, 240 млн років тому.

## Історія досліджень
Скам'янілі рештки плазуна знайдено у Доломітових Альпах у провінції Больцано на півночі Італії. Новий вид та рід плазунів Megachirella wachtleri описаний у 2003 році. У 2018 році науковці університету Альберти обстежили голотип за допомогою комп'ютерної томографії. Результати дослідження показали, що вид належить до ряду лускатих. До того найдавніші представники ряду були відомі у юрському періоді, 165 млн років тому. Проте вид не є предком сучасних ящірок. Їхній спільний предок існував, як вважається, у пермському періоді.

## Опис
Вид відомий по рештках частини скелету, що включає майже повний череп, передню половину тіла та частину передніх ніг. За оцінками, тварина сягала 15 см завдовжки.